# Acuerdo Kosovo-Serbia de 2020

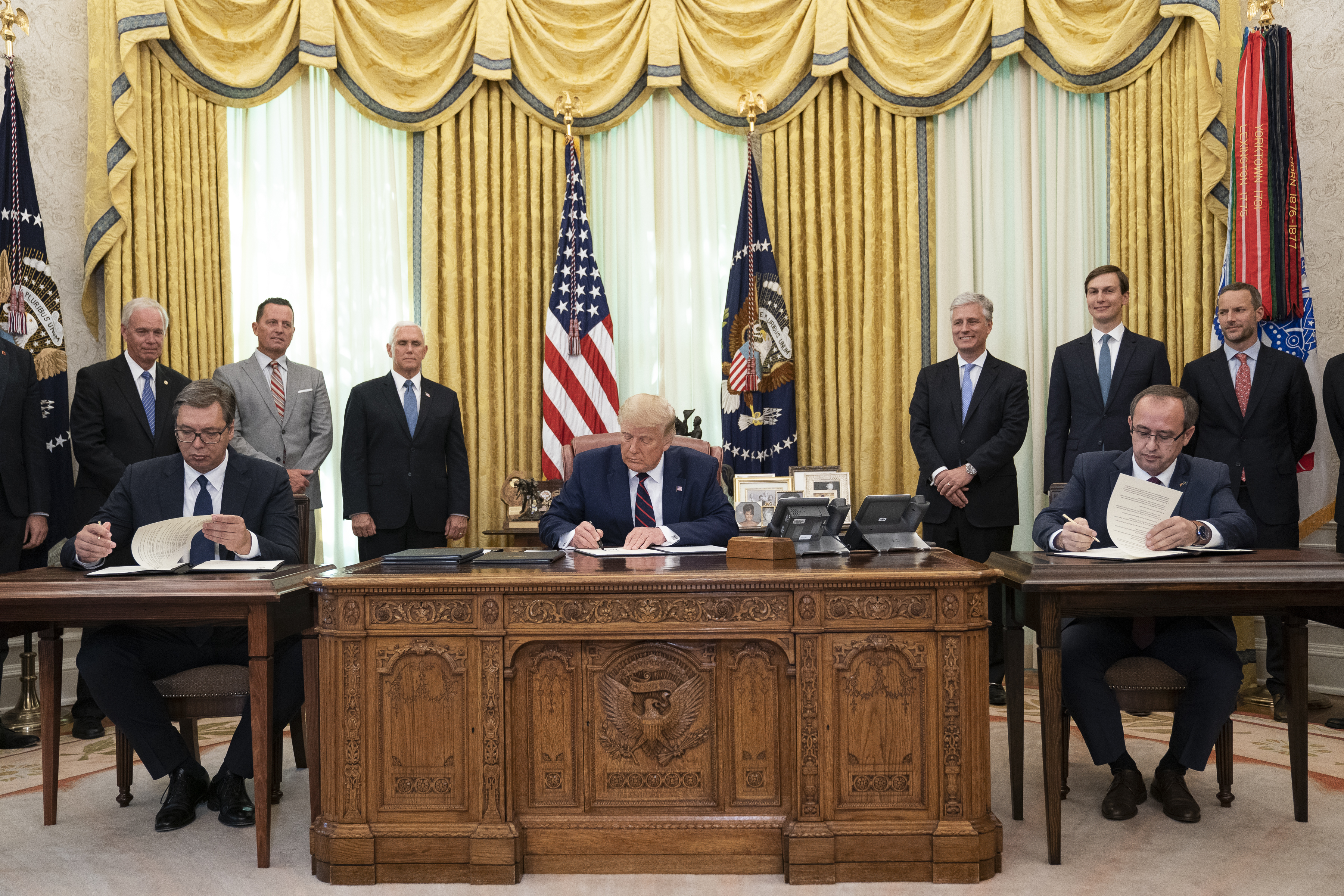
La ceremonia de firma en el Despacho Oval

Los acuerdos de normalización económica de Kosovo y Serbia, también conocidos como el Acuerdo de Washington, son una serie de documentos en los que Kosovo y Serbia acordaron facilitar la normalización económica entre ellos. Los documentos fueron firmados por el primer ministro de Kosovo Avdullah Hoti y el presidente de Serbia Aleksandar Vučić el 4 de septiembre de 2020 en la Casa Blanca, en presencia del presidente de Estados Unidos Donald Trump.

## Términos de los acuerdos
Según los términos de los acuerdos firmados, por un período de un año, Serbia acordó suspender sus esfuerzos para alentar a otros estados a no reconocer a Kosovo o revocar el reconocimiento existente. A cambio, Kosovo acordó no solicitar una nueva membresía en organizaciones internacionales durante el mismo período de tiempo. También existen compromisos para encontrar e identificar los restos de personas desaparecidas del conflicto de Kosovo de 1998-1999 y para rehabilitar a los refugiados de ese conflicto y después del final de la guerra.
Kosovo y Serbia acordaron realizar un estudio de viabilidad conjunto que examine diferentes opciones para conectar la red ferroviaria de Belgrado-Pristina con un puerto en la costa del mar Adriático. Ambas partes acordaron trabajar con la Corporación Financiera Internacional para el Desarrollo y el Banco de Exportación e Importación de los Estados Unidos en memorandos de entendimiento para poner en funcionamiento la autopista de la paz, el enlace ferroviario entre Pristina y Merdare, el enlace ferroviario entre Niš y Pristina, financiación a pequeñas y medianas empresas y otros proyectos. También pondrán en funcionamiento el punto de cruce administrativo de Merdare en la frontera entre las dos naciones. Estados Unidos prometió préstamos a ambas partes garantizados por el gobierno de Estados Unidos para financiar los desarrollos estratégicos de infraestructura y la Corporación Financiera Internacional para el Desarrollo de Estados Unidos tendrá presencia permanente en Belgrado.
Ambas partes aumentarán el control de pasajeros de las aerolíneas, el intercambio de información entre ellos en el marco de una cooperación más amplia de Estados Unidos en los Balcanes y se comprometerán con las actualizaciones tecnológicas para combatir las actividades ilícitas. También llevarán a cabo un estudio de viabilidad con el Departamento de Energía de los Estados Unidos Con respecto a compartir el lago Gazivoda/Ujmani, como un suministro confiable de agua y energía.
Serbia acordó trasladar su embajada israelí a Jerusalén desde Tel Aviv en julio de 2021, e Israel y Kosovo acordaron reconocerse mutuamente y establecer relaciones diplomáticas. Kosovo también anunció que ubicaría su embajada en Jerusalén. Al hacerlo, Serbia y Kosovo se convertirán en los primeros en Europa en tener embajadas en Jerusalén, siendo Kosovo el primero con una población mayoritariamente musulmana en el mundo.
Cada lado eliminará el equipo 5G de sus redes móviles proporcionado por lo que se denominó "proveedores no confiables" de sus redes móviles, y prohibirá que dichos proveedores presenten ofertas en el futuro. Funcionarios de Serbia y Kosovo dijeron que se trataba de una referencia a empresas chinas como Huawei.
Ambas partes se comprometieron a proteger y promover la libertad de religión, incluida la comunicación interreligiosa renovada, la protección de sitios religiosos y la implementación de las decisiones judiciales con respecto a la Iglesia Ortodoxa Serbia, la restitución continua de la propiedad judía sin herederos y no reclamada de la era del Holocausto.
Como parte de los acuerdos, Serbia y Kosovo acordaron unirse a la mini-zona Schengen. Los acuerdos también contienen disposiciones en las que Serbia y Kosovo designan a Hezbollah como organización terrorista y apoyan la despenalización de la homosexualidad en todo el mundo.

## Reacciones

### A favor
El primer ministro de Israel Benjamin Netanyahu, emitió una declaración acogiendo con beneplácito los acuerdos y escribió que el acuerdo y declaró: "Primer país con mayoría musulmana en abrir una embajada en Jerusalén. Como he dicho en los últimos días, el círculo de paz y reconocimiento de Israel se está ampliando y se espera que otras naciones se unan a él".
El primer ministro de Kosovo Avdullah Hoti, afirmó que la firma de los acuerdos era un "gran momento para Kosovo y la región".
El ministro de Relaciones Exteriores de Rusia Sergei Lavrov, confirmó su abierto apoyo a Serbia con respecto a Kosovo. "Creemos que esto se hizo en interés de un acuerdo, y no tenemos ninguna razón para dudar de que el liderazgo serbio continúa apoyando la plena implementación de la resolución 1244 del Consejo de Seguridad de la ONU. Apoyaremos firmemente a Serbia en los pasos que considere necesario tomar en el marco de esta resolución”, dijo Lavrov.
El presidente serbio Aleksandar Vučić, declaró que los acuerdos eran "un gran paso adelante".
El presidente de Estados Unidos Donald Trump, elogió los acuerdos afirmando que fue un "día verdaderamente histórico" y agregó que "hubo muchas peleas y ahora hay mucho amor. La economía puede unir a las personas".

### En contra
La Liga Árabe criticó la decisión de Serbia y Kosovo de abrir embajadas en Jerusalén en lugar de Tel Aviv.
El Ministerio de Relaciones Exteriores palestino denunció lo emitido por el presidente de los Estados Unidos Donald Trump sobre la aprobación de los gobiernos de Serbia y Kosovo para abrir embajadas en la ciudad de Jerusalén, al calificar este paso como un "descarada e injustificada agresión contra el pueblo palestino, su causa y sus derechos nacionales justos y legítimos". El embajador palestino en Serbia, Mohammed Nabhan, respondió diciendo: "Esta declaración, siempre que se materialice, es contraria al derecho internacional ya las resoluciones de la ONU sobre la cuestión palestina y Jerusalén como ciudad ocupada".
Turquía expresó su preocupación por la decisión de Serbia de trasladar su embajada en Israel a Jerusalén, describiéndola como una "clara violación del derecho internacional". Turquía también instó a Kosovo a no tener su embajada en Israel ubicada en Jerusalén.

### Mixtas
El 7 de septiembre de 2020, en Bruselas —sede del Servicio Europeo de Acción Exterior— el presidente Aleksandar Vučić y el primer ministro Avdullah Hoti confirmaron que conceden la máxima prioridad a la adhesión de Serbia a la Unión Europea (UE) y a continuar el trabajo sobre el Diálogo Belgrado-Pristina facilitado por la UE, que es un elemento clave de sus respectivas rutas hacia la membresía en la UE. Los documentos acordados recientemente en Washington, basados en compromisos anteriores relacionados con el Diálogo, podrían proporcionar una contribución útil para alcanzar un acuerdo amplio y jurídicamente vinculante sobre la normalización de las relaciones. En la misma fecha, la Unión Europea advirtió a Serbia y Kosovo que podrían socavar sus esperanzas de pertenencia a la UE trasladando sus embajadas israelíes a Jerusalén. El ministro de Relaciones Exteriores de Serbia Ivica Dačić dijo que la decisión final aún tendrá que ser discutida por el gobierno y dependerá de "una serie de factores", incluido el desarrollo futuro de los lazos con Israel. El portavoz de asuntos exteriores de la UE, Peter Stano, dijo: "En este contexto, cualquier medida diplomática que pueda cuestionar la posición común de la UE sobre Jerusalén es motivo de gran preocupación y pesar".